# GMM 25
GMM 25 è un canale televisivo thailandese posseduto da GMM Channel Trading, che fa capo a GMM Grammy. Nato il 25 maggio 2014, è diffuso a livello nazionale e si propone come canale tematico a target giovanile, trasmettendo serie televisive, musica e notizie.
Prima del lancio, il canale era sponsorizzato G-25, nome che però allo pratico non è mai stato adottato; il canale nasce, infatti, con il nome BiG, per poi essere rinominato dapprima GMM Channel il 17 luglio 2014 e successivamente GMM Channel 25 il 16 gennaio 2015. Usa l'attuale GMM 25 dal 2 dicembre 2015, data di inizio delle trasmissioni in simulcast tra le versioni terrestri e satellitari dell'emittente.

## Programmazione

### Programmi televisivi
- Club Friday Show
- Rod rong rian (dal 2015)

### Serie televisive
- Club Friday the Series 5 - Kwarm rak gap kwarm lap (2014-2015)
- Hormones - Wai wawun (2014, solo seconda stagione)
- Phuean hian.. rongrian lon (2014-2015, contemporanea con GTH On Air)
- Numtha kummathep (2015)
- I Wanna Be Sup'Tar (2015)
- Pritsanaa aakaat (2015)
- Dead Time Stories (2015-2016)
- Devil Lover (2015-2016)
- Club Friday To Be Continued - Minty Gap Miu (2015)
- GPA (2015)
- Love Songs Love Stories (2015-2016)
- Ting wai glahng tahng - The Series (2015)
- Love Flight (2015)
- Club Friday the Series 6 - Kwarm rak mai pit (2015)
- STAY (2015)
- Malee puen rak pa lang pid sa dan (2015)
- Miti sayrong (2015)
- Love On Air (2015, solo terza stagione)
- Ugly Duckling - Luk pet khire (2015)
- Club Friday To Be Continued - Sanyaa Jai (2016)
- Club Friday: To Be Continued - Phuean rak phuean rai (2016)
- Lai hong (2016)
- Melodies of Life (2016-2017)
- Love Songs Love Series (2016-in corso)
- Songkraam yaeng pooo To Be Continued (2016)
- Club Friday To Be Continued - Ter Bplian Bpai (2016)
- O-Negative (2016-2017)
- Encore 100 Million Views (2016)
- Love Rhythms (2016-2017)
- Club Friday the Series 7 - Het gert jahk kwarm rak (2016)
- Club Friday the Series 8 - Rak tae mee reu mai mee jing (2016-2017)
- Diary of Tootsies (2016-2017)
- Yoo tee rao (2016)
- I See You (2016)
- Gasohug (2016)
- Miti sayrong 13 kayt sayrong (2016)
- PedIdol (2016)
- Kiss: The Series - Rak tong chup (2016)
- U-Prince Series (2016-2017)
- Pa kamathep (2017)
- The Writers (2017-2018)
- Club Friday Celeb's Stories (2017)
- Love Songs Love Series To Be Continued - Prom likit (2017)
- Love Songs Love Series To Be Continued - Kob koon tee ruk gun (2017)
- Love Songs Love Series To Be Continued - Peuan sanit (2017)
- Home Stay (2017)
- Club Friday To Be Continued - Rak long jai (2017)
- Love Books Love Series (2017)
- Waen dok mai (2017-2018)
- Bangkok rak Stories (2017-2018)
- Club Friday the Series 9 - Rak krang neung tee mai teung taai (2017-2018)
- Project S (2017-2018)
- Miti sayrong cheua pen... mai cheua taai (2017)
- Ways To Protect Relationship (2017)
- Water Boyy: The Series (2017)
- My Dear Loser - Rak mai aothan (2017-2018)
- Roobtong (2018)
- Dead Time Stories 2 (2018)
- The Crime (2018)
- Sampat ratti gaan (2018)
- Kiss Me Again - Chup hai dai tha nai nae ching (2018)
- Club Friday: The Series 10 - Rak nokchai (2018)
- Rai saneh ha (2018)
- Love Songs Love Series To Be Continued - Reung tee kho (2018)
- Sampat ratti gaan (2018)
- Mint to Be - Nai nanlae... khu thae khong chan (2018)
- Bangoen rak - Love by Chance (2018)
- Monrak Transistor
- Dek mai - Girl from Nowhere
- The Judgement - Like... dai rueang
- Happy Birthday (2018 - in futuro)